# Maurice Leleux
Pour les articles homonymes, voir Leleux.
Maurice Leleux est un coureur cycliste belge, né le 21 juillet 1910 à Quévy-le-Petit et décédé le 27 juin 1989 à Mons. Il fut professionnel de 1934 à 1936.

## Palmarès
- 1934
  - Grand Prix de Fourmies